# LUX 022
LUX 022 fue un evento de artes marciales mixtas producido por LUX Fight League, que se llevó a cabo el 26 de mayo de 2022 en el Pepsi Center WTC de Ciudad de México, México.

## Antecedentes
El evento estelar conto con una pelea de peso ligero entre el ex Campeón de Peso Ligero de LUX Sergio Cossio y Édgar Delgado por el título vacante.
El evento coestelar fue una pelea por el Campeonato de Peso Paja Femenino de LUX entre Diana Reyes y Saray Orozco, cuyo título también se encontraba vacante, tras ser Tania Torres despojada de este.

## Resultados
1. ↑  Por el Campeonato de Peso Ligero de LUX
2. ↑  Por el Campeonato de Peso Paja Femenino de LUX